# رنا نجم
رنا نجم (13 أغسطس 1973 -)، إعلامية لبنانية. مذيعة في قناة الجزيرة.

## حياتها ونشأتها
ولدت في بيروت عام 1973 وحصلت من الجامعة اللبنانية على دبلوم في اللغة العربية وآدابها. خضعت للعديد من الدورات الخاصة بالأداء والتقديم التلفزيوني

## مسيرتها
بدأت بالعمل الاذاعي في إذاعة صوت الوطن اللبنانية ثم انتقلت لتقديم نشرات الأخبار والبرامج السياسية في تلفزيون الشبكة الوطنية للإرسال، انضمت إلى قناة الجديد حين انطلاقتها الثانية عام2001 لتقدم نشرة الأخبار الرئيسية المسائية فضلا عن العديد من البرامج وحلقات التغطية الحية والخاصة منها برنامج «الحدث» وبرنامج «فلسطين» قبل أن تتجه عام 2010 إلى الأخبار في قناة الجزيرة، لتقدم نشرة الأخبار الرئيسية المسائية فضلا عن العديد من البرامج وحلقات التغطية الحية والخاصة منها برنامج «الحدث» وبرنامج «فلسطين» وغطت خلالها الأحداث العالمية واللبنانية أبرزها حرب العراق والانتفاضة الفلسطينية الثانية وحرب أفغانستان واغتيال رئيس الحكومة اللبناني الراحل رفيق الحريري وحرب تموز 2006.غادرت قناة الجديدعام 2010 لتنضم إلى قناة الجزيرة الفضائية